# جيلين مالدونادو
جيلين مالدونادو مواليد 15 فبراير 1995، هي لاعبة كرة يد بورتوريكية تلعب كجناح أيمن. تلعب حاليا مع نادي جرانوليريس لكرة اليد. مثلت منتخب بورتوريكو لكرة اليد للسيدات.

## سجل المنافسة
شاركت في البطولات التالية:
- بطولة العالم لكرة اليد للسيدات 2015